# Viaduc de Morello
Le viaduc de Morello est un viaduc italien situé à proximité d'Enna, en Sicile. Le pont, d'une longueur de 5 440 mètres, fait partie de l'autoroute A19, reliant le périphérique de Catane avec celui de Palerme, traversant le centre de la Sicile .